# Sirong
Sirong (kinesiska: 四荣乡, 四荣) är en socken i Kina. Den ligger i den autonoma regionen Guangxi, i den södra delen av landet, omkring 280 kilometer norr om regionhuvudstaden Nanning. Antalet invånare är 13384. Befolkningen består av 6 247 kvinnor och 7 137 män. Barn under 15 år utgör 18,0 %, vuxna 15-64 år 68 %, och äldre över 65 år 12,0 %.
Genomsnittlig årsnederbörd är 2 212 millimeter. Den regnigaste månaden är juni, med i genomsnitt 476 mm nederbörd, och den torraste är januari, med 67 mm nederbörd.